# FM山陽小野田
株式会社FM山陽小野田（エフエムさんようおのだ）は、山口県山陽小野田市の一部地域を放送対象地域として超短波放送（FM放送）を行う特定地上基幹放送事業者である。FMスマイルウェ〜ブ（従前はFMサンサンきらら）の愛称でコミュニティ放送を営んでいる。

## 概要
2012年（平成24年）開局。山口県下で7局目のコミュニティ放送局である。
2002年（平成14年）の宇部市のFMきらら開局以来、旧小野田市のほぼ全域も同局の可聴範囲にあり、山陽小野田市の地域情報も放送されていた。
しかし、旧厚狭郡山陽町では同局の聴取が困難であり、コミュニティ放送による情報調達が困難であることが課題となっていた（旧山陽町は一部がカモンFMの可聴範囲にあるが、放送対象地域は下関市の一部）。
2010年（平成22年）の厚狭地域の豪雨災害により、市民から地域情報の発信が求められる形となり、地元有志が中心となって開局に至った。
出資比率から初代社長の大田久司がマスメディア集中排除原則にいう支配関係にある。
新愛称の「FMスマイルウェ～ブ」は、局名の新コンセプトが「スマイルの街から笑顔の波を届ける」ことから、山陽小野田市のコンセプトの「スマイルシティ」、ラジオの「電波」、山陽小野田市が海沿いの街であることから「海の波」もイメージできるとして決定した。
本社・演奏所（スタジオ）は山陽小野田市港町の富士海運（富士商グループ）本社ビル2階に、山陽スタジオが鴨庄（厚狭地域）の山陽総合事務所（旧・山陽町役場）2階にある。
送信所は山陽小野田市小野田の竜王山展望台にあり、特定地上基幹放送局の呼出符号はJOZZ7AV-FM、呼出名称はエフエムさんようおのだ、周波数89.7MHz、空中線電力20Wで放送区域は山陽小野田市の一部地域。
インターネット配信はFM++による。
可聴区域を山陽小野田市と周辺の宇部市・下関市・美祢市の一部と称している。
24時間放送をしている。
山陽小野田市とは「災害時における緊急放送に関する協定書」を締結している。

## 沿革
- 2011年（平成23年）
  - 9月22日 - 特定地上基幹放送局の予備免許取得[5]。
  - 11月30日 - 株式会社FM山陽小野田の創立総会開催。
  - 12月1日 - 株式会社FM山陽小野田設立[6]。
- 2012年（平成24年）
  - 1月20日 - 試験電波発射開始。
  - 2月1日 - プレ開局特別番組を放送[8]。
  - 2月3日 - 特定地上基幹放送局の免許を取得し、開局[9]。
  - 2月6日 - 通常編成による放送を開始[10]。
    - 7:00 - 21:00の14時間放送、曜日により2 - 3時間（月曜 - 土曜の朝8時台には1時間）を自社制作し、残りの時間帯は姉妹局のFMきららからのネット番組で構成。
- 2013年（平成25年）9月1日 - 7:00 - 22:00の15時間放送を開始（従前の21:00放送終了を1時間繰下げ）。
- 2018年（平成30年）
  - 4月1日 - 山陽小野田市と「災害時における緊急放送に関する協定書」を締結[7]。
  - 11月1日 - FM++によるインターネット配信開始[11]。
- 2020年（令和2年）
  - 5月31日 - FMきららからの番組ネットを終了。
  - 6月1日 - ミュージックバードの配信開始。
  - 10月1日 - 24時間放送を開始。
- 2021年（令和3年）1月1日 - FMスマイルウェ〜ブに愛称変更[3]。
- 2022年（令和4年）9月12日 - 日本コミュニティ放送協会に加盟[12]

## 自社制作番組
現在放送中
- 朝だ!はばたくラジオ（月 - 金曜 7:00 - 9:00）（2016年4月1日よりスタート）
- 山陽小野田シティインフォメーション（月・土 8:00 - 8:10頃、火・日 12:30 - 12:40頃、水 17:30 - 17:40頃、木 18:00 - 18:10頃、金 7:30 - 7:40頃。なお、月・金は「朝だ!はばたくラジオ」、水・木は「おとなの帰宅ラジオ」、日は「おいしいランド」に内包）
- おひるDOKI!（月 - 水・金 12:00 - 13:00）
- おとなの帰宅ラジオ（月・水・木 17:00 - 19:00（※木曜は不定期で18:00 - 19:00の場合あり）、火 17:00 - 18:30）（2015年3月30日よりスタート）
- 風がくれた日記帳（火 18:30 - 19:00）
- ピックアップ!さんようおのだ（木 12:30 - 13:00）
- ワクワク サンパーク（木 17:00 - 18:00）（※不定期）
- ちょっぴり♪sweetsハッピータイム（金 11:00 - 12:00）
- 三代目寝太郎Friday（金 15:00 - 16:00）
- OHASATAサンサンきらら（土 8:10頃 - 9:00）
- おいしいランド（日 12:00 - 13:00）

終了した番組
- おはよう山陽小野田（平日 7:30頃 - 8:00）（2016年3月31日で終了）
- サンサンモーニングきらら（月 8:10頃 - 9:00／火 - 金 8:00 - 9:00）（同上）
- 帰 RUN?（月 - 木（※木曜は不定期））17:00 - 18:00）
- 帰 RINNA!（水　18:00 - 19:00）
- Mr.梅宮＆ザッピー中山＆さくらちゃんの帰RINNA!（木 18:00 - 19:00）

（ともに2015年3月26日で終了）
- 華麗なるミュージックライフ（火 20:00 - 21:00）（2014年6月24日で終了）
- つかさの今日も元気だ!!
- いばちゃん・けいちゃん・ばっちこいラジオ
- サビエル進路研究所（サビエル高等学校提供。FMきららへのネット番組）
- こんにちは社協です（火 11:00 - 12:00）

ほか。

## 防災ラジオ
山陽小野田市は、2013年（平成25年）5月より防災ラジオ（緊急告知FMラジオ）を各世帯及び事業所を対象に有償頒布している。
市内を小野田北部、小野田南部、山陽東部、山陽西部の4地区に分け地区毎に起動できるので、地区を設定されたものが頒布される。